# جوناثان ليفي (كاتب)
جوناثان ليفي (بالإنجليزية: Jonathan Levi)‏ هو كاتب أمريكي، ولد في 1955 في نيويورك في الولايات المتحدة.